# Alexander Michailowitsch Gortschakow

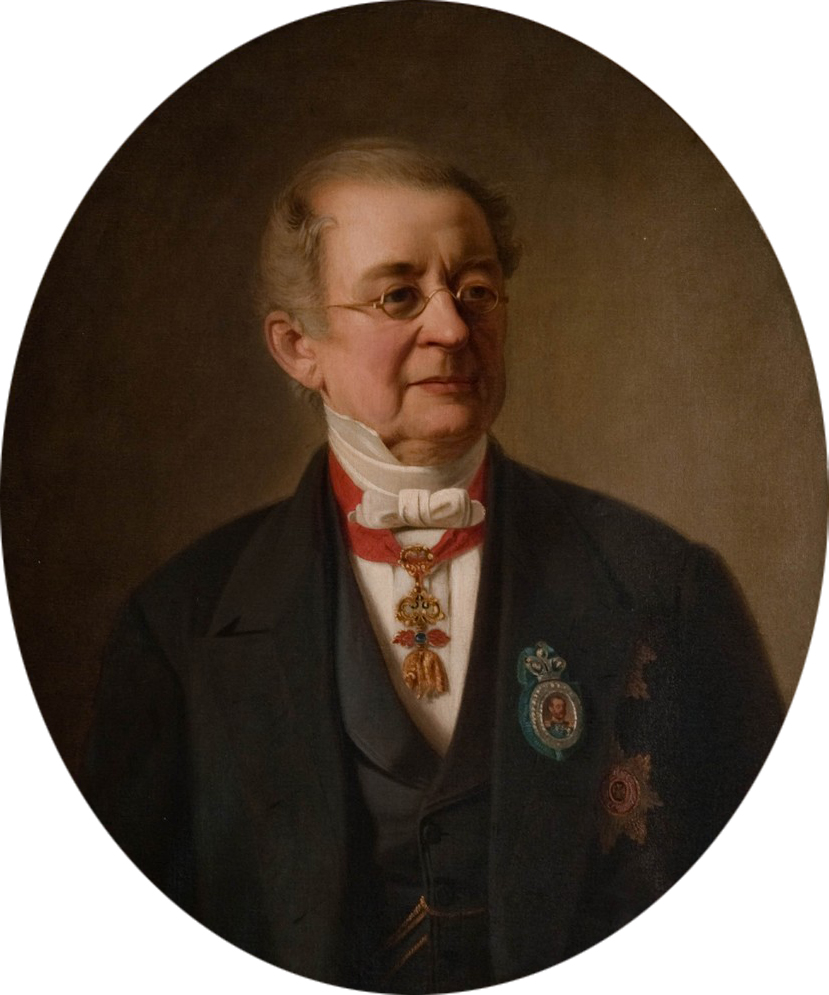
Alexander Gortschakow

Fürst Alexander Michailowitsch Gortschakow (russisch Александр Михайлович Горчаков; * 4. Junijul. / 15. Juni 1798greg. in Haapsalu; † 11. März 1883 in Baden-Baden) war russischer Diplomat, Außenminister und Kanzler.

## Frühe Jahre
Alexander Michailowitsch Gortschakow entstammte der alten russischen Adelsfamilie Gortschakow, die ihre Ursprünge auf die Rurikiden zurückführte. Er war der Vetter von Feldmarschall Michail Gortschakow. Geboren in Haapsalu, Estland, ging er im Lyzeum von Zarskoje Selo in der Nähe von Sankt Petersburg zur Schule. Einer seiner Mitschüler war der Dichter Alexander Sergejewitsch Puschkin. Nach der Schule trat er in den Auswärtigen Dienst ein.

## Diplomat

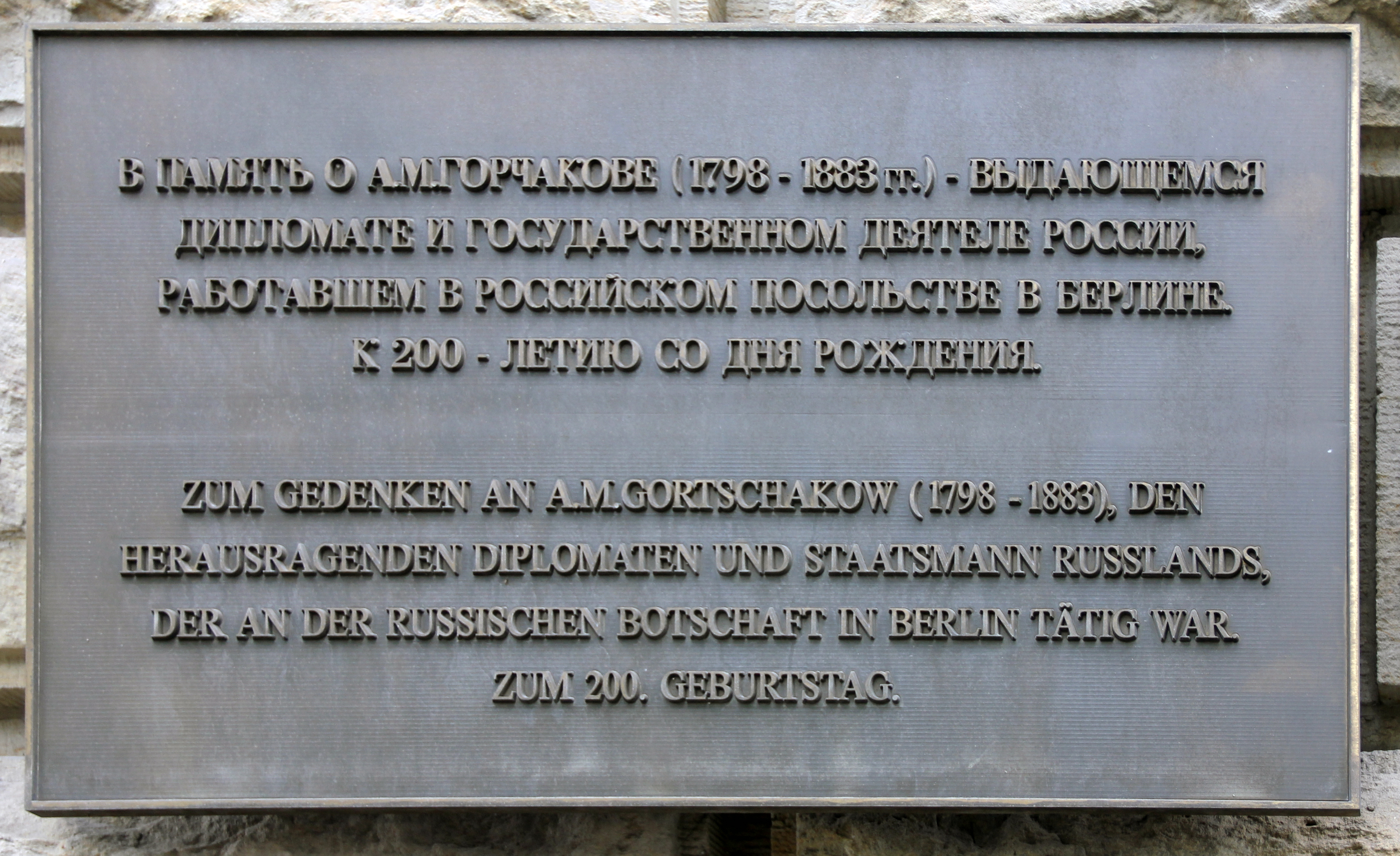
Gedenktafel am Haus, Unter den Linden 63, in Berlin-Mitte

Seine erste Station als Diplomat war Stuttgart. Er nahm an den Kongressen von Laibach und Verona teil.
Während der Revolutionen von 1848 soll er eine Rolle bei der Abdankung des Kaisers Ferdinand I. zugunsten von Franz Josef I. gespielt haben.
1850 lernte er als russischer Gesandter beim Deutschen Bund in Frankfurt den jungen Otto von Bismarck kennen, der dort in gleicher Funktion Preußen vertrat. Die beiden wurden Freunde (Bismarck war 1859 bis 1862 Gesandter in Sankt Petersburg), galten aber ab den 1870er Jahren als außenpolitische Rivalen. Bismarck äußerte sich mehrfach negativ über seine Charaktereigenschaften.
Nach der Frankfurter Zeit ernannte ihn Zar Nikolaus I. – unzufrieden mit dem bisherigen Botschafter Baron Meyendorff – 1855 zum Gesandten in Wien. Im Vorfeld des Krimkrieges warnte er, dass sich Großbritannien und Frankreich den russischen Ambitionen entgegenstellen würden. Die Haltung der Österreicher während des Krimkrieges gilt als Ursache dafür, dass er und der Zar Österreich-Ungarn später oft ablehnend gegenüberstanden. Er nahm an den Verhandlungen zum Pariser Frieden vom 20. März 1856 über die Beendigung des Krimkrieges aktiven Anteil, lehnte es aber ab, an der Unterzeichnung des Vertrages teilzunehmen.

## Außenminister

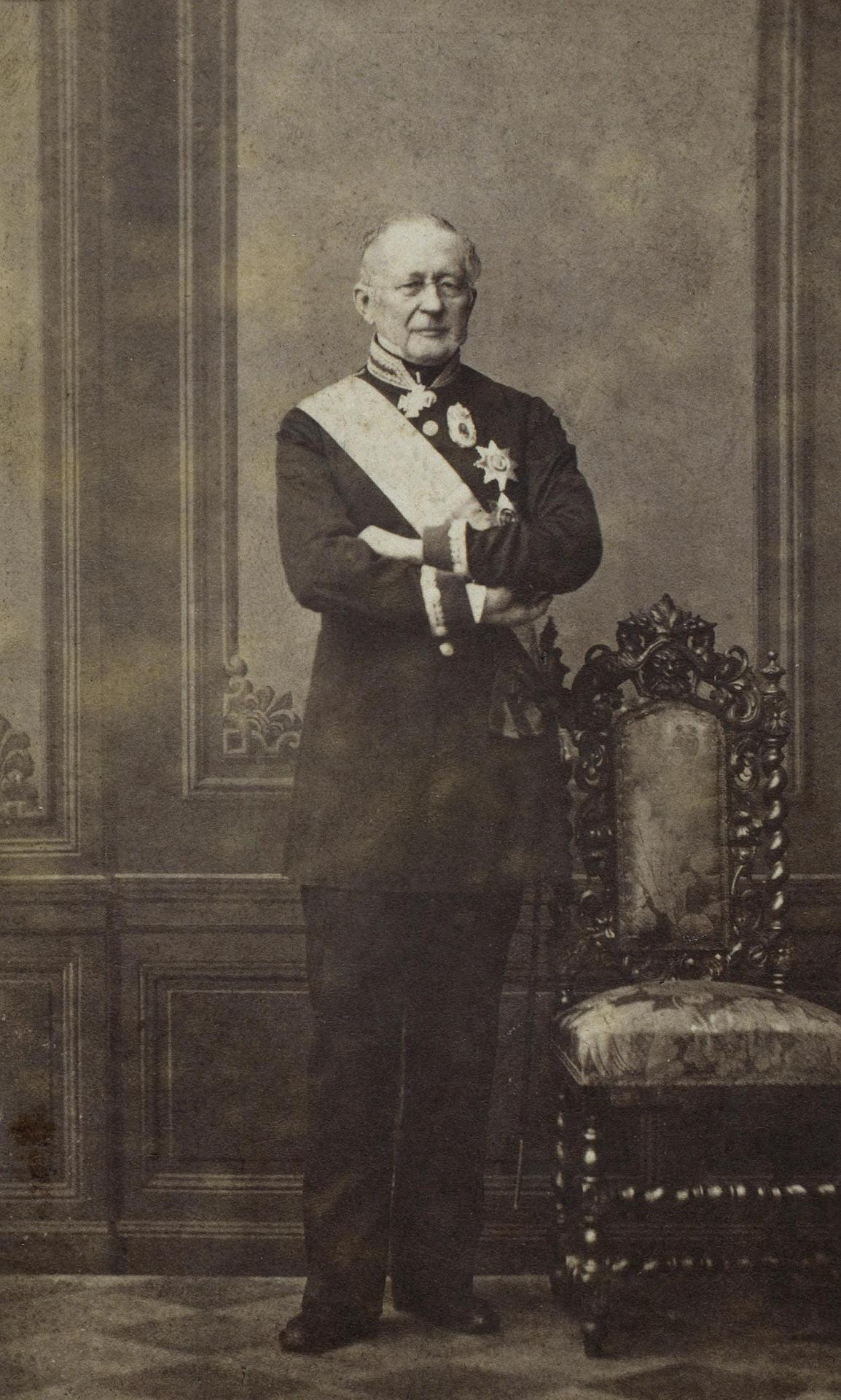
Alexander Michailowitsch Gortschakow, 1860er Jahre, Foto von Charles Bergamasco, russisch-italienischer Künstler

Zar Alexander II ernannte ihn 1856 als Nachfolger von Karl Robert von Nesselrode zum Außenminister (bis 1882).

### Bündnis mit Napoleon III.
Ihm gelang es, das Russische Kaiserreich aus der Isolation nach dem Krimkrieg zu führen. Zunächst betrieb er eine Verständigung mit dem französischen Kaiser Napoleon III. Im September 1857 fand das Stuttgarter Zwei-Kaiser-Treffen statt. Auf diesem Treffen versprach Russland Frankreich wohlwollende Neutralität im Falle eines Konfliktes mit Österreich in Norditalien.
Diese Vereinbarung wurde durch die Konvention von Paris am 19. August 1858 und durch den St. Petersburger Geheimvertrag zwischen Frankreich und Russland im März 1859 untermauert. Mittlerweile hatte Napoleon III. mit dem Premierminister von Sardinien-Piemont, Camillo Benso, ein Abkommen geschlossen. Sardinien-Piemont wollte mit Napoleons Hilfe die Lombardei und Venetien, österreichische Territorien seit dem Wiener Kongress 1815, erobern. Um einem vermuteten Angriff dieser beiden Verbündeten zuvorzukommen, marschierte die österreichische Armee am 29. April in Piemont ein.
Der Sardinische Krieg zwischen dem Kaisertum Österreich einerseits und Sardinien-Piemont und dem französischen Kaiserreich andererseits begann endgültig, als französische und sardische Truppen am 29. Mai 1859 die Österreicher in Norditalien angegriffen hatten. Um Napoleon III. zu helfen, schickte Gortschakow russische Truppen an die Grenze zu Galizien. Dadurch waren einige österreichische Streitkräfte an die Verteidigung von Galizien gebunden und konnten in Norditalien nicht helfen. Dieser Krieg endete mit einer Niederlage Österreichs. Damit hatte er Österreich auf diplomatischem Wege für seine aggressive Haltung im Krimkrieg „bestraft“.

### Annäherung an Preußen
Zu seiner Enttäuschung unterstützte Napoleon III. den polnischen Januaraufstand im Jahre 1863. Deshalb erfolgte dann eine Annäherung an Preußen. Am 8. Februar 1863 unterzeichneten er und der preußische Generaladjutant Gustav von Alvensleben für ihre beiden Staaten in Sankt Petersburg die Alvenslebensche Konvention. Diese Konvention erlaubte es der russischen Armee, polnische Aufständische auf preußischem Territorium zu verfolgen.

### Verkauf von Alaska
An den Verhandlungen zum Verkauf von Alaska an die USA 1867 nahm Gortschakow nicht teil, jedoch wurde er mit dieser Idee bereits 1857 konfrontiert, als er ein entsprechendes Schreiben von Großfürst Konstantin Nikolajewitsch, dem jüngeren Bruder des Zaren Alexander II., bekommen hatte. Gortschakow begrüßte den Verkauf von Alaska an die USA. Alaska war gegen mögliche Angriffe seitens Großbritannien schwer zu verteidigen, da Großbritanniens Flotte das Meer kontrollierte. Direkt nach dem Krimkrieg wollte er nicht erneut einen Konflikt mit Großbritannien riskieren, damit der gerade erst abgeschlossene Pariser Frieden nicht ins Wanken geriet.
Doch dieser Verkauf wurde zwei Mal verschoben. Das erste Mal im Jahre 1857, als sich herausstellte, dass Alaska einer Handelskompanie namens RAK gehörte, deren Privilegien erst 1862 endeten. Das zweite Mal 1861, als der amerikanische Bürgerkrieg begann. Deswegen wurde der Verkauf von Alaska erst zehn Jahre später nach dem Schreiben des Großfürsten erledigt.

## Kanzler
Im Jahre 1867 wurde er zusätzlich Kanzler.

### Freundschaft mit Adolphe Thiers
Am 31. August 1871 wurde Adolphe Thiers zum neuen französischen Staatspräsidenten ernannt. Gortschakow hatte über die französischen Botschafter in St. Petersburg mit Adolphe Thiers ein freundschaftliches Verhältnis aufgebaut. Er wollte Frankreich unter der Führung von Thiers in eine konservative, gegen revolutionäre Bewegungen in Europa gerichtete Bündniskonstellation einbeziehen. Er musste jedoch Zar Alexander II. nachgeben, der einem Bündnis mit dem neu gegründeten Deutschen Reich den Vorzug gegeben hatte.

### Dreikaisertreffen
Während des Dreikaisertreffens zwischen dem deutschen Kaiser Wilhelm I., Kaiser Franz-Josef I. von Österreich-Ungarn und dem Zaren Alexander II. in Berlin vom 5. bis 11. September 1872 verhandelte Gortschakow mit dem Fürsten von Bismarck und Graf Andrássy über eine engere Zusammenarbeit zwischen den drei Kaiserreichen.

### Bündnis mit Großbritannien
In Zentralasien führt das stetige Vordringen Russlands in Richtung Indien zu Spannungen mit Großbritannien, das seine Interessen in Britisch-Indien (Great Game) bedroht sah. Dieser Teil russischer Außenpolitik entzog sich aber weitgehend Gortschakows Kontrolle, da für Zentral- und Ostasien ein eigenes Asienministerium bzw. die russische Armee zuständig waren.
Am 17. Oktober 1872 schlug der britische Außen- und Kolonialminister Lord Granville den Fluss Oxus als Demarkationslinie vor. Bis zum rechten Ufer dieses Flusses sollte die russische Einflusssphäre gehen und dort enden. Um Spannungen mit Großbritannien in Zentralasien abzubauen, nahm Gortschakow diesen Vorschlag am 31. Januar 1873 an. Wegen der fehlenden Abstimmung mit dem Kriegsministerium beachtete General Kaufmann diese Demarkationslinie im Mai 1873 nicht. Seine Armee erstürmte die Stadt Xiva, die am linken Ufer des Oxus liegt. Deshalb lösten deren Eroberung, aber auch deren Annexion im August 1873 britische Proteste aus.
Aber letzten Endes hatte diese Demarkationslinie für Großbritannien den Vorteil, dass es Afghanistan zur britischen Einflusssphäre erklärte. Die Vereinbarung begünstigte den Aufstieg Großbritanniens als Kolonialmacht in dieser Region, als der im Jahre 1874 zum Premier gewählte Benjamin Disraeli zuerst im Jahre 1876 der britischen Königin Victoria den Titel Kaiserin von Indien antrug und später im November 1878 den britischen Truppen in Britisch-Indien den Befehl gab, Afghanistan zu besetzen. Für Gortschakow hatte sich diese Vereinbarung im Jahre 1875 als hilfreich bei der Bewältigung der Krieg-in-Sicht-Krise herausgestellt, als Disraeli seine Initiative gegen das Deutsche Reich unterstützte.

### Dreikaiserabkommen

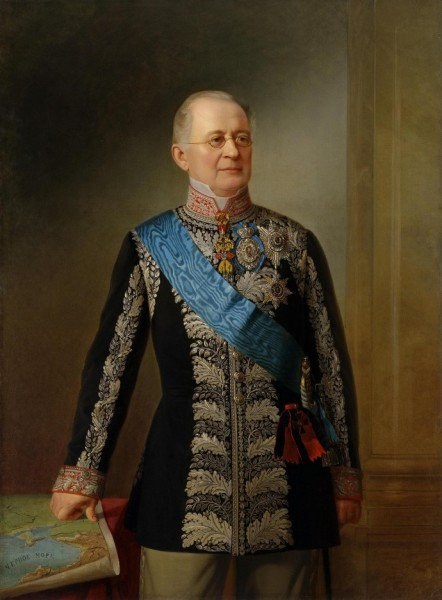
Alexander Michailowitsch Gortschakow gemalt von Georg von Bothmann im Jahre 1874

Die Royalisten in der französischen Nationalversammlung gingen davon aus, dass Thiers ein Anhänger der konstitutionellen Monarchie war. Nachdem jedoch herausgekommen war, dass Thiers auf der Seite der Republik stand, ließen sie ihn fallen. Stattdessen ernannte die französische Nationalversammlung am 24. Mai 1873 Patrice de Mac-Mahon zum neuen Staatspräsidenten. Er kam jedoch als möglicher Bündnispartner für Russland nicht in Frage, weil er im Jahre 1855 im Krimkrieg an der Belagerung von Sewastopol mitgewirkt hatte. Danach gab Gortschakow endgültig seinen Widerstand gegen das Dreikaiserabkommen auf. Im Oktober 1873 wurde im Schloss Schönbrunn in Wien das Dreikaiserabkommen zwischen dem Deutschen Reich, Russland und Österreich-Ungarn unterzeichnet.
1875 schaltete sich Gortschakow in die Krieg-in-Sicht-Krise zwischen Frankreich und dem Deutschen Reich ein. Damit schwächte der russische Kanzler das Dreikaiserabkommen und stärkte Mac-Mahons Position in Frankreich. Als Folge davon wurde Mac-Mahon nicht mehr so stark für seine kriegerische Vergangenheit kritisiert. Danach konnte er seine auf Revanchismus und Aufrüstung ausgerichtete Politik weiter fortsetzen.
Während der Balkankrise schlugen die osmanischen Truppen im April 1876 den bulgarischen Aufstand nieder. Gortschakow erklärte die Notwendigkeit, Russlands Südgrenze mit Gewalt zu befrieden. Er wollte die russischen Truppen auf den Balkan schicken, um den Bulgaren und anderen slawischen Völkern auf dem Balkan zu helfen. Allerdings hatte er selbst das Dreikaiserabkommen geschwächt, so dass er mit Österreich-Ungarn und dem Deutschen Reich zusätzliche Neutralitätsabkommen plante.
Die Beziehungen zwischen Russland und Österreich-Ungarn verbesserten sich bereits im Juni 1873, als Franz Joseph I und sein Außenminister Graf Andrassy den Zaren Alexander II und Kanzler Gortschakow im Schloss Schönbrunn empfingen. Es war das erste Mal seit dem Krimkrieg, dass ein russischer Zar die Donaumonarchie besuchte. Dieses Treffen führte zum Abschluss der Schönbrunner Konvention, bei der sich die beiden Monarchien zu friedlicher Beilegung von Konflikten und gemeinsamer Haltung bei europäischen Auseinandersetzungen verpflichteten. Im Juli 1876 fand auf Gortschakows Initiative ein Treffen der gleichen Staatsmänner im Schloss Reichstadt statt. Dieses Treffen führte zur Konvention von Reichstadt, bei der Österreich-Ungarn Russland seine Neutralität im Falle eines Angriffs auf das Osmanische Reich zusicherte. Darüber hinaus konnten das Zarenreich und die Donaumonarchie zwar den Balkan in Einflusssphären aufteilen, umstritten blieben jedoch eine mögliche Annexion des bosnisch-herzegowinischen Gebietes durch Österreich-Ungarn und die Größe des neuen unabhängigen Bulgarien. Allerdings schienen diese Streitpunkte durch den Budapester Vertrag im Januar 1877 gelöst zu sein.
Mit dem Deutschen Reich gab es keine Neutralitätsvereinbarungen, weil Bismarck durch seine Aussage auf der Reichstagsrede am 5. Dezember 1876, dass das Deutsche Kaiserreich auf dem Balkan kein eigenes Interesse verfolgte, „welches auch nur […] die gesunden Knochen eines einzigen pommerschen Musketiers wert wäre“, seine Neutralität im russisch-osmanischen Krieg zugesichert hatte.

### Berliner Kongress
Der erneute Russisch-Osmanische Krieg (1877–1878) endete für Gortschakow enttäuschend. Durch den Berliner Kongress 1878 konnte ein Krieg zwischen den Großmächten verhindert werden. Russland musste seine Ansprüche auf Landgewinne und Einfluss auf dem Balkan und in Anatolien aber reduzieren. Insbesondere konnte Gortschakow das im Frieden von San Stefano vorgesehene Großbulgarien nicht durchsetzen.
Er bezeichnete den Kongress später als die größte Niederlage seiner Laufbahn.

### Der „Ohrfeigenbrief“ und seine Folgen

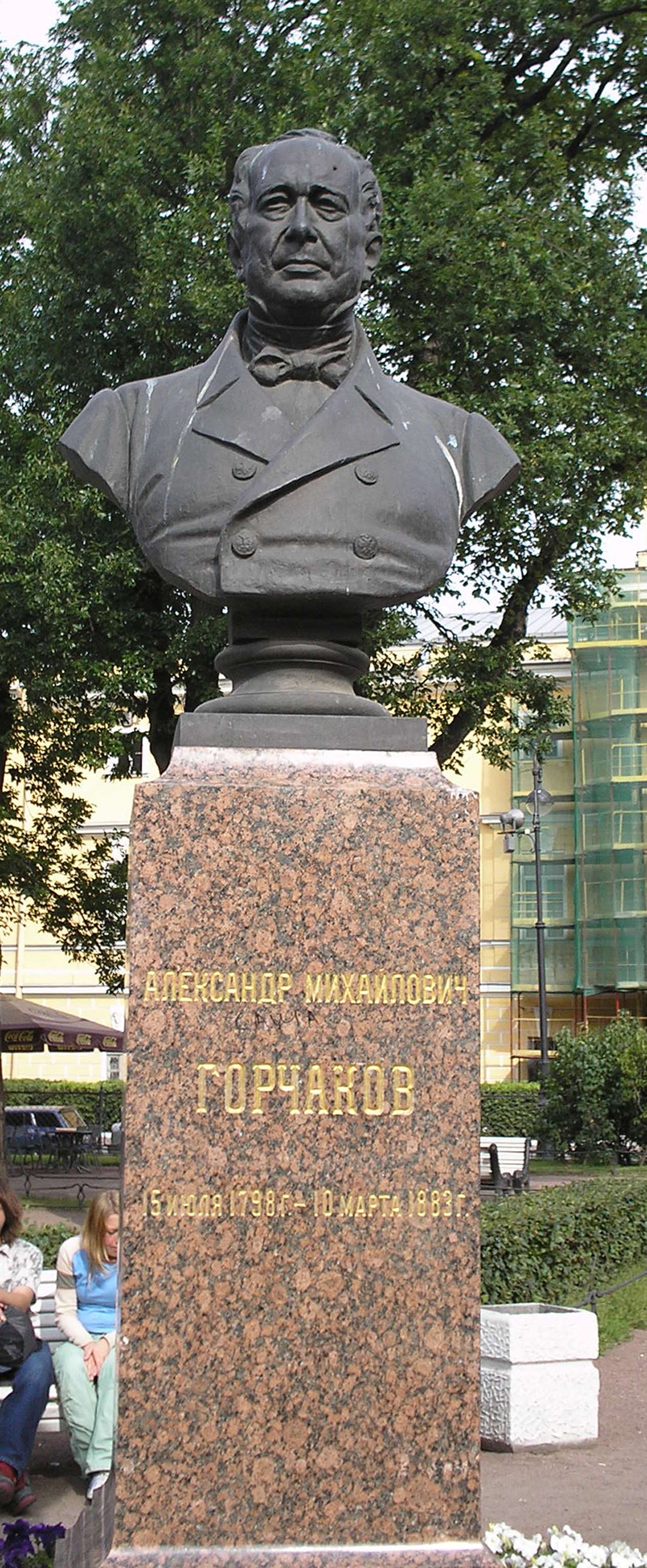
Gortschakow-Denkmal in Sankt Petersburg

Zu einer ernsten Verstimmung im Deutsch-Russischen Verhältnis führte der sogenannte Ohrfeigenbrief von Zar Alexander II. an seinen Onkel, den deutschen Kaiser Wilhelm I. Der Zar beschuldigte den deutschen Reichskanzler Bismarck darin indirekt, wegen persönlicher Differenzen mit Fürst Gortschakow die Deutsch-Russischen Beziehungen zu gefährden. Bismarck hatte bemerkt:

„Gortschakow ist eine Kalamität für Russland und für dessen Freunde; der beste Wille der letzteren reicht nicht hin, um die Folgen seiner Torheiten gut zu machen.“

Ein Treffen des Kaisers mit dem Zaren im September 1879 entspannte die Situation. Der Zar soll den fordernden Ton seines Briefes bedauert haben.
Wie der Krimkrieg zur Zeit seines Vorgängers Karl Robert von Nesselrode das enge Einvernehmen mit Österreich-Ungarn beendete, führte der „Ohrfeigenbrief“ nach dem Berliner Kongress zu einer deutlichen Abkühlung der Beziehungen zwischen dem Deutschen Reich und Russland. Sowohl Nesselrode als auch Gortschakow hatten von ihren Verbündeten als Dank für in der Vergangenheit geleistete Gefälligkeiten vergeblich Rückendeckung – zumindest wohlwollende Neutralität – hinsichtlich Russlands Ambitionen gegenüber dem Osmanischen Reich erwartet. In der Folge betrieb Gortschakow erneut eine Annäherung zwischen Russland und Frankreich, die unter seinen Nachfolgern zu einem Bündnis führte.

## Die letzten Jahre
Gortschakow blieb noch bis 1882 Außenminister, verbrachte aber die letzten Jahre meist im Ausland.
Sein Nachfolger wurde Nikolai Karlowitsch de Giers, der mit Olga Kantakusen, einer Nichte Gortschakows verheiratet war.

## Ehrungen
- Am 22. Dezember 1856 (Julianisches Datum) wurde er Ehrenmitglied der Russischen Akademie der Wissenschaften in Sankt Petersburg.[10]
- Im August 1998 wurde der Asteroid (5014) Gorchakov nach ihm benannt.
- In Berlin erinnert seit dem 10. November 1998 eine Gedenktafel an der dortigen russischen Botschaft an ihn.
- Dmitri Medwedew als damaliger Präsident Russlands gründete 2010 die „Alexander Gortschakow-Stiftung für öffentliche Diplomatie“.

## Auszeichnungen
1. Russische Orden und Ehrenzeichen
- Orden des Heiligen Andreas des Erstberufenen
- Orden des Heiligen Wladimir 1. und 2. Klasse
- Alexander-Newski-Orden
- Kaiserlich-Königlicher Orden vom Weißen Adler
- Russischer Orden der Heiligen Anna, 1. und 2. Klasse
- Sankt-Stanislaus-Orden, 1. und 2. Klasse

2. Ausländische Orden und Ehrenzeichen
- Ehrenlegion
- Orden vom Goldenen Vlies
- Königlich ungarische Sankt-Stephans-Orden
- Preußischer Schwarzer Adlerorden
- Großherzoglich Hessischer Ludwigsorden
- Badischer Hausorden der Treue
- Italienischer Annunziaten-Orden
- Schwedischer Königlicher Seraphinenorden
- Dänischer Elefanten-Orden
- Orden der Württembergischen Krone
- Dänischer Dannebrogorden

## Trivia
Sein Mitschüler, der Dichter Alexander Sergejewitsch Puschkin, zeichnete ein Porträt Gortschakows, bezeichnete ihn in einem seiner frühen Gedichte als Glückskind und sagte ihm eine erfolgreiche Laufbahn voraus.